# Radio Fantasy
Radio Fantasy ist ein Lokalradio für Augsburg und Umland. Ab dem Sendestart am 21. März 1987 teilte sich Radio Fantasy zunächst die UKW-Frequenzen (92,2 und 87,9 MHz) mit Hitradio RT1, Radio Kö und Radio Sunshine und weiteren kleineren Anbietern. Als die Frequenz 93,4 MHz freigegeben wurde, sendeten Radio Fantasy und Radio Skyline auf dieser neuen Frequenz. 1995 fusionierten Radio Fantasy und Radio Skyline zu Radio Fantasy. Seit Juni 2013 befinden sich die Studios in der Bahnhofstraße 29 in Augsburg.

## Programm und Sendungen
Die Zielgruppe von Radio Fantasy sind Hörer im Alter von 20 bis 39 Jahre. Die Musikfarbe entspricht der eines Contemporary Hit Radios (CHR).
Jeden Montag sendet von 21:50 bis 0:50 Uhr auf der Frequenz von Radio Fantasy der Kanal C, ein von der Bayerischen Landeszentrale für neue Medien lizenzierter Ausbildungssender. Moderation, Redaktion und Musikauswahl werden von Studenten der Universität Augsburg übernommen.

## Spartenprogramme
Über DAB+ (Kanal 9C Augsburg) werden, neben dem Hauptprogramm von Radio Fantasy, zusätzlich die beiden Spartenkanäle Radio Fantasy Lounge und Radio Fantasy Classix übertragen. Radio Fantasy Lounge spielt hauptsächlich Lounge-Musik und beruhigende Musik, während Fantasy Classix dagegen bekannte Oldies spielt.
Über DAB+ (Kanal 8B Allgäu Donau Iller) wird das Programm unter dem Namen Radio Fantasy Allgäu verbreitet.
Weitere Spartenkanäle sind als Webstream zu empfangen:
- Radio Fantasy Classix, über DAB+ und per Webstream
- Radio Fantasy Lounge, über DAB+ und per Webstream
- Radio Fantasy Feel Good, per Webstream
- Radio Fantasy Clubhits, per Webstream
- Radio Fantasy 2000er, per Webstream
- Radio Fantasy Black, per Webstream
- Radio Fantasy Dance, per Webstream

## Frequenzen
- UKW in Augsburg über Sender Augsburg Hotelturm Augsburg 93,4 MHz (0,32 kW); Aichach 103,6 MHz (0,02 kW)
- DAB+ in Augsburg und Umgebung auf Kanal 9C über Sender Augsburg Hotelturm mit 6,3 kW, Sender Hühnerberg mit 10 kW und Augsburg Welden Staufersberg mit 25 kW.
- DAB+ im Allgäu auf Kanal 8B über Sender Grünten, Markt Wald, Memmingen, Pfänder (Vorarlberg), Pfronten (Breitenberg), Augsburg (Welden) (geplant), Ulm-Kuhberg (geplant)
- Kabel im Raum Augsburg: 100,45 MHz und 95,5 MHz
- Kabel in Nürnberg: 107,5 MHz (NEFtv)
- Kabel in Adelsried: 107,2 MHz
- Kabel in Landsberg: 96,5 MHz

## Radio Fantasy Wien
Im Juli 2019 wurde dem Ableger des Augsburger Radio Fantasy ein Programmplatz im DAB-Ensemble Wien 11C zugeteilt. Am 25. September 2019 wurde der Sendebetrieb aufgenommen, gesendet wird ein Nonstop-Musikprogramm unter dem Namen Radio Fantasymix. Seit Juli 2024 wird dieses Programm auch im Fürstentum Monaco über DAB Kanal 6C "MCR4" verbreitet.